# Complexe multisports de la Mundi
Le Complexe multisports de la Mundi est un complexe multifonctionnel et espace hôtelier installé dans un cadre naturel dans la banlieue de Yaoundé au Cameroun.
Il accueille les Lions Indomptables du Cameroun dans leur préparation en vue de la CAN 2021.

## Histoire
Les travaux de ce complexe durent 3 années. Il est livré le 14 novembre 2020.
Le complexe - couvrant environ 12 hectares et sécurisé par 2 kilomètres de clôture -  se trouve en bord de l'Autoroute Yaoundé - Nsimalen; pas loin de l'Aéroport international de Yaoundé-Nsimalen; dans la grande banlieue sud de Yaoundé.
Cependant malgré le partenariat avec l'équipe nationale de football du Cameroun ( Les lions indomptables) le tronçon reliant le complexe à la deuxième passerelle de l'autoroute Yaoundé-Nsimalen reste dépourvu de bitume depuis la fin des travaux. 
La construction du complexe ouvre la localité de Ntoun au développement.
Le complexe est réalisé grâce à l'épargne de la mutuelle nationale des agents publics des services des impôts du Cameroun. Une mission de la CAF a homologué les installations de ce complexe qui héberge plusieurs délégations de joueurs de différents pays.
En décembre 2021, il héberge pour la 2e fois l'équipe nationale des Lions indomptables du Cameroun en vue de l'alimentation et de la préparation de la CAN 2021.

## Description
| Vidéos externes |                                                                          |
|                 | Promenade visuelle du complexe au début de 2021                          |
|                 | Reportage décrivant les équipements du complexe                          |
|                 | Impact de la construction du complexe                                    |
|                 | CHAN de janvier 2021: Les étalons du Burkina Faso inaugurent le complexe |
|                 | Premier regroupement des lions indomptables (aout 2021)                  |
|                 | Vue aérienne du complexe                                                 |

Le complexe offre des espaces pour 6 disciplines sportives : 
- 1 Stade principal avec gazon naturel, piste d'athlétisme 6 couloirs, tribune couverte de 1000 places
- Stade annexe avec gradin non couvert pour entrainement et qui jouxte
- 5 courts de tennis, 1 de basket-ball et 1 de volley
- 1 Piscine semi-olympique de 4 mètres de profondeur et une piscine d'agrément moin profonde
- Un hôtel 3 étoiles de 56 chambres, 4 suites, restaurant et 1 salle de réunion, 1 salle de sports
- 2,5 hectares de forêts et espaces verts avec chemins aménagés de pavés et des balises pour la promenade[1]